# الهاوي (فلم)
الهاوي (بالإنجليزية: The Amateur) هو فيلم تجسس وأكشن أمريكي من إنتاج عام 2025، من إخراج جيمس هاويس وكتابة كين نولان وغاري سبينيلي، وهو مقتبس من رواية تحمل الاسم نفسه للكاتب روبرت ليتيل عام 1981، والتي حُوِّلت سابقًا إلى فيلم كندي. يشارك في بطولة الفيلم رامي مالك ورايتشل بروسنان وكاترينا بالف ومايكل ستولبارغ وهولت مكالاني وجوليان نيكلسون ولورنس فيشبورن.
صدر الفيلم في الولايات المتحدة الأمريكية عن إستوديوات القرن العشرين في ١١ أبريل ٢٠٢٥. وتلقى الفيلم مراجعات متباينة بين الإيجابية والسلبية من النقاد، الذين أشادوا بأداء مالك، لكنهم انتقدوا الفيلم لاعتماده على أسلوب تقليدي.

## الشخصيات
- رامي مالك بدور تشارلز "تشارلي" هيلر: خبير تشفير في وكالة المخابرات المركزية (CIA) ومنتقم مستقل.[21]
- لورانس فيشبورن بدور روبرت "هيندو" هندرسون: معلم تشارلي.[22]
- رايتشل بروسنان بدور سارة هيلر: زوجة تشارلي.[22]
- كاترينا بالف بدور إنكويلين / ديفيز: جهة اتصال مجهولة لتشارلي.[22]
- مايكل ستولبارغ بدور هورست شيلر: المجرم المسؤول عن مقتل زوجة تشارلي.
- هولت مكالاني بدور أليكس مور: نائب مدير وكالة المخابرات المركزية ورئيس تشارلي.[23]
- جوليان نيكلسون بدور سامانثا أوبراين: مديرة وكالة المخابرات المركزية.[23]
- داني ساباني بدور كاليب هوروفيتز: مشرف في وكالة المخابرات المركزية.
- جون بيرنثال بدور جاكسون أوبراين، المعروف بلقب "الدب"، عميل في وكالة المخابرات المركزية.
- أدريان مارتينيز بدور كارلوس: زميل تشارلي في العمل.[24]
- مارك ريسمان بدور ميشكا بلازيتش: أحد شركاء شيلر.
- جوزيف ميلسون بدور إليش: أحد شركاء شيلر.
- باربرا بروبست بدور غريتشين فرانك: إحدى شركاء شيلر.
- أليس هيوكين بدور آلي بارك.
- هنري غاريت بدور رئيس هيئة الأركان.
- تاكاهيرو هيرا بدور البروفيسور.[25]

## الانتاج
تم الإعلان لأول مرة عن تطوير فيلم مقتبس عن رواية روبرت ليتيل التي تحمل نفس العنوان في نوفمبر 2006، حيث سيتولى هيو جاكمان دور البطولة، وسيكتب إيفان كاتز السيناريو. في فبراير 2023، تم الإعلان عن إنتاج هاتش باركر ودان ويلسون للمشروع لصالح استوديوهات القرن العشرين مع جيمس هاويس كمخرج ورامي مالك في الدور الأساسي. كما تم إدراج مالك كمنتج تنفيذي للمشروع. في مايو تمت إضافة رايتشل بروسنان، كاترينا بالف، أدريان مارتينيز، لورنس فيشبورن، هولت مكالاني ,جوليان نيكلسون إلى فريق التمثيل..
في لندن كانت بداية التصوير الرئيسي، وفي يونيو 2023. وكان من المقرر أن تكون مواقع التصوير في جميع أنحاء جنوب شرق إنجلترا، وكذلك فرنسا وتركيا. كما تم الإنتاج في استوديوهات باينوود. تم تعليق التصوير في يوليو بسبب إضراب نقابة ممثلي الشاشة (SAG-AFTRA) عام 2023. استؤنف التصوير بحلول ديسمبر 2023. تم التأكيد لاحقًا على أن تاكيهيرو هيراكان أيضًا من ضمن الممثلين. في أكتوبر 2024، قررت نقابة الكتاب الأمريكية أن كين نولان وجاري سبينيلي سيحصلان على حق كتابة السيناريو، بينما ساهم كاتز وسكوت ز. بيرنز وستيفن تشين وسكوت فرانك وهاويس وليتيل وديانا مادوكس وباتريك نيس بمواد أدبية إضافية.

## الشخصيات
- رامي مالك بدور تشارلز "تشارلي" هيلر: خبير تشفير في وكالة المخابرات المركزية (CIA) ومنتقم مستقل.[39][21]
- لورانس فيشبورن بدور روبرت "هيندو" هندرسون: معلم تشارلي.[22]
- رايتشل بروسنان بدور سارة هيلر: زوجة تشارلي.[22]
- كاترينا بالف بدور إنكويلين / ديفيز: جهة اتصال مجهولة لتشارلي.[22]
- مايكل ستولبارغ بدور هورست شيلر: المجرم المسؤول عن مقتل زوجة تشارلي.
- هولت مكالاني بدور أليكس مور: نائب مدير وكالة المخابرات المركزية ورئيس تشارلي.[23]
- جوليان نيكلسون بدور سامانثا أوبراين: مديرة وكالة المخابرات المركزية.[23]
- داني ساباني بدور كاليب هوروفيتز: مشرف في وكالة المخابرات المركزية.
- جون بيرنثال بدور جاكسون أوبراين، المعروف بلقب "الدب"، عميل في وكالة المخابرات المركزية.
- أدريان مارتينيز بدور كارلوس: زميل تشارلي في العمل.[24]
- مارك ريسمان بدور ميشكا بلازيتش: أحد شركاء شيلر.
- جوزيف ميلسون بدور إليش: أحد شركاء شيلر.
- باربرا بروبست بدور غريتشين فرانك: إحدى شركاء شيلر.
- أليس هيوكين بدور آلي بارك.
- هنري غاريت بدور رئيس هيئة الأركان.
- تاكاهيرو هيرا بدور البروفيسور.[25]

## الإصدار
تم إصدار الفيلم في 11 أبريل 2025، بعد أن كان من المقرر في السابثق أن يتم إصداره في 8 نوفمبر 2024.

## روابط خارجية
- الهاوي على موقع IMDb (الإنجليزية)
- الهاوي على موقع ميتاكريتيك (الإنجليزية)
- الهاوي على موقع روتن توميتوز (الإنجليزية)
- الهاوي على موقع ألو سيني (الفرنسية)
- الهاوي على موقع أول موفي (الإنجليزية)
- الهاوي على موقع فيلمافينيتي (الإسبانية)
- الهاوي على موقع قاعدة بيانات الأفلام السويدية (السويدية)
- الهاوي على موقع قاعدة بيانات الفيلم (الإنجليزية)
- الهاوي على موقع ليتربوكسد (الإنجليزية)
- الهاوي على موقع كينوبويسك (الروسية)
- الموقع الرسمي